# 甲烷嗜高热菌属
甲烷嗜高热菌属也称甲烷火菌属，为甲烷嗜高热菌科的一个属。该属的模式种为坎德勒氏甲烷嗜热菌（Methanopyrus kandleri）。

## 下属物种
- 坎德勒氏甲烷嗜热菌 Methanopyrus kandleri Kurr et al. 1992，坎氏甲烷嗜热菌